# Hemmeligheder
Hemmeligheder er en dansk kortfilm fra 1997, der er instrueret af Jørn Faurschou efter manuskript af Randi Lindeneg.

## Handling
Marika og Helle er lige blevet studenter. De har taget arbejde i Helles fars bar for at spare sammen til en rejse til Australien. Marika møder Mads, og sød musik opstår, men alligevel er Marika underligt afvisende. Helle er på stoffer, og hendes rastløse, tiltagende misbrug får gradvis rejseplanerne til at smuldre. Men Marika bærer på en næsten ubærlig hemmelighed. Hun må bare væk fra Danmark. Væk fra Helles far.

## Medvirkende
- Helle Fagralid - Marika
- Laura Drasbæk - Helle
- Nikolaj Coster-Waldau - Mads
- Nina Gunke
- Peter Hesse Overgaard
- Bob Anders Petersen